# 安部ちなつ
安部 ちなつ（あべ ちなつ、1984年12月3日 - ）は、日本のAV女優。愛称は「ちっち」。
東京都出身。
身長：150cm 、スリーサイズ：B83・W56・H84、Fカップ。
趣味、特技：料理、ショッピング。

## 略歴
- 2005年に『新人×ギリモザ モーニングコーヒー』でAVデビュー。

## 作品

### アダルトビデオ

#### 2005年
- 新人×ギリモザ モーニングコーヒー（4月11日、エスワン）
- ギリモザ ザ☆ナ～ス!（5月7日、エスワン）
- ギリギリモザイク 突いてHOLD ON ME!（6月7日、エスワン）
- ギリギリモザイク そうだ!We're SEX（7月7日、エスワン）
- ギリギリモザイク なっちコス（8月7日、エスワン）
- ギリギリモザイク おねだりレボリューション69（9月7日、エスワン）
- ギリギリモザイク 腰が止まらない放課後（9月19日、エスワン）
- ご奉仕学級委員長3（10月1日、MOODYZ）
- ギリギリモザイク なっちコス2～女子ギリモザ物語～（10月7日、エスワン）
- ギリギリモザイク ここに挿れるぜぇ!（10月19日、エスワン）
- S1ガールズコレクション み～んなでパコパコしよっ♥（10月19日、エスワン）
- 最高のオナニーのために（11月1日、MOODYZ）
- ギリギリモザイク 愛あらばIT'S ALL FUCK（11月7日、エスワン）
- エロー!プロジェクト。～だってセックスしなくちゃ!～（11月13日、MOODYZ）
- ギリギリモザイク なっちコス3～LOVEマチーンチン～（12月7日、エスワン）
- S1ガールズコレクション ウブなセックスたっぷり見せちゃうぞ♥（12月19日、エスワン）

#### 2006年
- ハイパーデジタルモザイクVol.12（1月1日、MOODYZ）
- ギリギリモザイク 挿れまっしょい!（1月7日、エスワン）
- S1ガールズコレクション S1女学院♥み～んなでパコパコ学園祭!（1月19日、エスワン）
- S1ガールズコレクション オチンチン大好き♥い～っぱいフェラチオしてあげる（2月7日、エスワン）
- 女子○校生 14人4時間（2月13日、MOODYZ）
- ギリギリモザイク 敏感♥～逃したチンポは大きいぞ!～（3月7日、エスワン）
- 騎乗位 34人2時間（3月13日、MOODYZ）
- アイドルとヤっちゃった!（4月1日、MOODYZ）
- ギリギリモザイク THEマンコパワー!!!（4月19日、エスワン）
- S1ガールズコレクション 白衣の天使♥み～んなでパコパコ看護（4月19日、エスワン）
- S1ガールズコレクション 美巨乳ボインボイン4時間（4月19日、エスワン）
- S1ガールズコレクション ザーメン大好き♥ぜ～んぶごっくんしてあげる（5月7日、エスワン）
- S1ガールズコレクション S1 '04.11～’05.10 281タイトル5時間まとめてドーンッ!!（5月7日、エスワン）
- 漫画的痴女（5月13日、MOODYZ）
- ギリギリモザイク バコバコ乱交7（5月19日、エスワン）
- ハイパーデジタルモザイク Special Collection（6月1日、MOODYZ）
- S1ガールズコレクション お兄ちゃんのオチンチンだい好きっ♥（6月7日、エスワン）
- 夢の二股生活（6月13日、MOODYZ）…共演:南波杏
- S1ガールズコレクション バコバコ騎乗位4時間!（6月19日、エスワン）
- アナル舐め 12人4時間（7月1日、MOODYZ）
- なっちコス×あややコス（7月13日、MOODYZ）…共演:紋舞らん
- ギリギリモザイク 完全拘束イカセ4時間（7月19日、エスワン）
- 安部ちなつの超美乳ソープ嬢（8月1日、MOODYZ）
- S1ガールズコレクション 玩具責めイカセ4時間!（8月7日、エスワン）
- S1ガールズコレクション もしも僕の会社にこんなHなOLがいたら…しかも22人!（8月7日、エスワン）
- ギリギリモザイク 無限バコバコ9～チンポなしでは生きてゆけない～（8月19日、エスワン）
- お掃除フェラ 3時間（8月1日、MOODYZ）
- S1ガールズコレクション 3Pパコパコ4時間!前から!後ろから!突かれまくりスペシャル!!（9月19日、エスワン）
- 安部ちなつ×ギリギリモザイク 安部ちなつ COLLECTION1（11月19日、エスワン）
- S1ガールズコレクション S級女優23人!大絶叫バコバコ4時間（12月7日、エスワン）
- S1ガールズコレクション S級女優16人!乱れまくりのバコバコ大乱交4時間!（12月19日、エスワン）

#### 2007年
- MOODYZ SEX BEST 4時間（2月1日、MOODYZ）
- フェラ100人8時間（2月1日、MOODYZ）
- S1ガールズコレクション 芸能人パコパコ4時間!（6月7日、エスワン）
- 美少女ファックBEST2（10月1日、MOODYZ）

#### 2008年
- 痴女女教師4時間（2月1日、MOODYZ）
- ハイモザ パイズリ4時間2（2月1日、MOODYZ）